# Flatida neavei
Flatida neavei är en insektsart som först beskrevs av William Lucas Distant 1910.  Flatida neavei ingår i släktet Flatida och familjen Flatidae. Utöver nominatformen finns också underarten F. n. ochracea.